# كأس الاتحاد الإفريقي 1998

كأس الاتحاد الأفريقي 1998 هي الدورة السّابعة من كأس الاتحاد الأفريقي للأندية. فاز بها النادي الرياضي الصفاقسي التونسي بعد فوزه في الدور النهائي على نادي جان دارك السنغالي ذهابا وإيابا بنتيجة 1-0 ثم 3-0.
| سبقه كأس الاتحاد الأفريقي 1997 | كأس الاتحاد الأفريقي للأندية 1998 | تبعه كأس الاتحاد الأفريقي 1999 |